# II. DDR-Liga 1956
Die II. DDR-Liga 1956 war die zweite Spielzeit der 1955 gegründeten II. DDR-Liga. Sie war nach der DDR-Oberliga und der I. DDR-Liga die dritthöchste Spielklasse im Ligasystem auf dem Gebiet des Deutschen Sportausschusses (DS). Nach der Übergangsrunde war die Saison 1956 die erste vollständig ausgespielte Meisterschaft nach russischem Vorbild, in welcher der Fußballspielbetrieb dem Kalenderjahr angeglichen wurde.
Die BSG Stahl Stalinstadt im Norden und die BSG Lokomotive Weimar im Süden wurden Staffelsieger und stiegen in die DDR-Liga auf.
Den Gang in die untergeordnete Bezirksliga mussten aus dem Norden die BSG Motor Stralsund, Lichtenberg 47 und Turbine Neubrandenburg antreten. Aus dem Süden betraf dies Lokomotive Cottbus, Dynamo Dresden sowie Stahl Freital.
Dresden das ursprünglich die Saison auf dem fünften Rang beendete, wurden nach Saisonende nachträglich fünf Spiele (neun Punkte) aberkannt und als verloren gewertet. Bei diesen Spielen wirkte der Spieler Joachim Vogel nach einem Fehler beim Gemeinschaftswechsel unberechtigt mit.

## Modus
Gespielt wurde in zwei Staffeln zu je 14 Mannschaften (regionale Gesichtspunkte). In einer Doppelrunde mit Hin- und Rückspiel wurden die Aufsteiger zur DDR-Liga und die Absteiger in die Bezirksliga ermittelt.

## Staffel Nord

### Abschlusstabelle
| Pl. | Mannschaft                       | Sp. | S  | U  | N  | Tore    | Quote | Punkte |
| --- | -------------------------------- | --- | -- | -- | -- | ------- | ----- | ------ |
| 1.  | BSG Stahl Stalinstadt            | 26  | 15 | 4  | 7  | 048:270 | 1,78  | 34:18  |
| 2.  | SG Dynamo Eisleben               | 26  | 13 | 6  | 7  | 057:290 | 1,97  | 32:20  |
| 3.  | SG Dynamo Schwerin               | 26  | 12 | 8  | 6  | 047:330 | 1,42  | 32:20  |
| 4.  | SC Motor Berlin                  | 26  | 9  | 11 | 6  | 048:380 | 1,26  | 29:23  |
| 5.  | SK Vorwärts Cottbus              | 26  | 11 | 7  | 8  | 053:440 | 1,20  | 29:23  |
| 6.  | BSG Stahl Thale                  | 26  | 10 | 9  | 7  | 051:490 | 1,04  | 29:23  |
| 7.  | BSG Motor Warnowwerft Warnemünde | 26  | 11 | 5  | 10 | 038:400 | 0,95  | 27:25  |
| 8.  | BSG Motor Wismar                 | 26  | 9  | 8  | 9  | 040:350 | 1,14  | 26:26  |
| 9.  | BSG Motor Süd Brandenburg        | 26  | 8  | 9  | 9  | 044:410 | 1,07  | 25:27  |
| 10. | BSG Einheit Greifswald           | 26  | 8  | 9  | 9  | 028:300 | 0,93  | 25:27  |
| 11. | BSG Fortschritt Neustadt-Glewe   | 26  | 8  | 5  | 13 | 029:420 | 0,69  | 21:31  |
| 12. | BSG Motor Stralsund              | 26  | 6  | 8  | 12 | 030:430 | 0,70  | 20:32  |
| 13. | SG Lichtenberg 47                | 26  | 7  | 6  | 13 | 032:620 | 0,52  | 20:32  |
| 14. | BSG Turbine Neubrandenburg       | 26  | 4  | 7  | 15 | 030:620 | 0,48  | 15:37  |

### Kreuztabelle
Die Kreuztabelle stellt die Ergebnisse aller Spiele dieser Saison dar. Die Heimmannschaft ist in der linken Spalte aufgelistet und die Gastmannschaft in der obersten Reihe.
| Staffel Nord 11. März 1956 – 11. November 1956 | Staffel Nord 11. März 1956 – 11. November 1956 | BSG Stahl Stalinstadt | SG Dynamo Eisleben | SG Dynamo Schwerin | SC Motor Berlin | SK Vorwärts Cottbus | BSG Stahl Thale | BSG Motor WW Warnemünde | BSG Motor Wismar | BSG Motor Süd Brandenburg | BSG Einheit Greifswald | BSG Fortschritt Neustadt-Glewe | BSG Motor Stralsund | SG Lichtenberg 47 | BSG Turbine Neubrandenburg |
| ---------------------------------------------- | ---------------------------------------------- | --------------------- | ------------------ | ------------------ | --------------- | ------------------- | --------------- | ----------------------- | ---------------- | ------------------------- | ---------------------- | ------------------------------ | ------------------- | ----------------- | -------------------------- |
| 01.                                            | BSG Stahl Stalinstadt                          |                       | 1:0                | 1:0                | 2:0             | 1:2                 | 2:0             | 4:2                     | 3:0              | 3:2                       | 2:0                    | 2:1                            | 1:2                 | 3:1               | 5:3                        |
| 02.                                            | SG Dynamo Eisleben                             | 1:2                   |                    | 3:1                | 1:1             | 4:1                 | 1:2             | 3:0                     | 0:2              | 1:1                       | 0:0                    | 7:1                            | 3:0                 | 9:0               | 3:2                        |
| 03.                                            | SG Dynamo Schwerin                             | 2:1                   | 2:3                |                    | 3:2             | 5:4                 | 0:1             | 2:0                     | 1:1              | 0:0                       | 1:1                    | 1:0                            | 0:1                 | 2:0               | 4:1                        |
| 04.                                            | SC Motor Berlin                                | 2:1                   | 2:1                | 2:2                |                 | 1:1                 | 2:0             | 1:4                     | 1:4              | 2:2                       | 1:1                    | 4:2                            | 1:1                 | 1:1               | 8:0                        |
| 05.                                            | SK Vorwärts Cottbus                            | 1:1                   | 2:2                | 2:2                | 4:0             |                     | 4:3             | 3:0                     | 3:0              | 4:3                       | 1:2                    | 0:0                            | 5:2                 | 5:2               | 3:2                        |
| 06.                                            | BSG Stahl Thale                                | 0:0                   | 1:1                | 0:6                | 2:2             | 2:2                 |                 | 2:2                     | 5:1              | 3:5                       | 5:2                    | 1:1                            | 5:1                 | 1:2               | 1:1                        |
| 07.                                            | BSG Motor Warnowwerft Warnemünde               | 2:1                   | 1:3                | 3:1                | 0:1             | 2:3                 | 1:1             |                         | 1:1              | 1:0                       | 0:2                    | 1:1                            | 0:3                 | 4:0               | 1:0                        |
| 08.                                            | BSG Motor Wismar                               | 0:0                   | 2:3                | 0:1                | 0:2             | 4:1                 | 7:2             | 0:2                     |                  | 4:0                       | 0:1                    | 2:0                            | 1:0                 | 2:1               | 2:0                        |
| 09.                                            | BSG Motor Süd Brandenburg                      | 4:1                   | 0:0                | 2:2                | 1:1             | 2:0                 | 1:2             | 2:4                     | 1:1              |                           | 1:2                    | 2:0                            | 1:0                 | 5:0               | 3:2                        |
| 10.                                            | BSG Einheit Greifswald                         | 0:1                   | 3:1                | 0:1                | 0:3             | 0:1                 | 1:1             | 0:0                     | 1:1              | 0:0                       |                        | 2:0                            | 4:1                 | 2:3               | 1:1                        |
| 11.                                            | BSG Fortschritt Neustadt-Glewe                 | 0:5                   | 1:2                | 0:2                | 1:0             | 1:0                 | 0:2             | 0:1                     | 2:2              | 3:1                       | 1:0                    |                                | 1:0                 | 4:1               | 2:0                        |
| 12.                                            | BSG Motor Stralsund                            | 3:1                   | 0:1                | 3:3                | 1:1             | 1:1                 | 0:2             | 0:1                     | 1:1              | 1:2                       | 0:3                    | 2:1                            |                     | 1:1               | 1:1                        |
| 13.                                            | SG Lichtenberg 47                              | 1:4                   | 1:0                | 1:1                | 1:5             | [ A 2 ]             | 1:2             | 3:5                     | 2:2              | 1:0                       | 4:0                    | 1:1                            | 1:1                 |                   | 0:1                        |
| 14.                                            | BSG Turbine Neubrandenburg                     | 0:0                   | 0:4                | 1:2                | 2:2             | 2:0                 | 3:5             | 3:0                     | 1:0              | 3:3                       | 0:0                    | 1:5                            | 1:4                 | 1:3               |                            |

1. ↑   BSG Stahl Stalinstadt - BSG Motor Stralsund wurde in Frankfurt/Oder ausgetragen.
2. ↑   SG Lichtenberg 47 – SK Vorwärts Cottbus (17. Spieltag); Wertung: 2:0 Punkte 0:0 Tore für Lichtenberg. Cottbus unternahm kurzfristig eine Wettkampfreise in die ČSR und trat in Lichtenberg nicht an.

### Torschützenliste
|    | Spieler          | Mannschaft          | Tore |
| -- | ---------------- | ------------------- | ---- |
| 1. | Gerhard Vogt     | SK Vorwärts Cottbus | 19   |
| 2. | Rudolf Brunst    | SG Dynamo Schwerin  | 18   |
| 3. | Reinhard Gelhaar | BSG Motor Wismar    | 13   |

## Staffel Süd

### Abschlusstabelle
| Pl. | Mannschaft                     | Sp. | S  | U  | N  | Tore    | Quote | Punkte |
| --- | ------------------------------ | --- | -- | -- | -- | ------- | ----- | ------ |
| 1.  | BSG Lokomotive Weimar          | 26  | 16 | 5  | 5  | 060:280 | 2,14  | 37:15  |
| 2.  | BSG Chemie Lauscha             | 26  | 14 | 6  | 6  | 046:270 | 1,70  | 34:18  |
| 3.  | BSG Chemie Leuna               | 26  | 13 | 5  | 8  | 046:410 | 1,12  | 31:21  |
| 4.  | BSG Motor Bautzen              | 26  | 12 | 6  | 8  | 052:390 | 1,33  | 30:22  |
| 5.  | BSG Motor Oberlind             | 26  | 10 | 7  | 9  | 048:450 | 1,07  | 27:25  |
| 6.  | BSG Motor Eisenach             | 26  | 10 | 7  | 9  | 030:390 | 0,77  | 27:25  |
| 7.  | BSG Motor West Karl-Marx-Stadt | 26  | 10 | 6  | 10 | 042:370 | 1,14  | 26:26  |
| 8.  | BSG Fortschritt Hartha         | 26  | 11 | 4  | 11 | 036:470 | 0,77  | 26:26  |
| 9.  | BSG Chemie Greppin             | 26  | 10 | 5  | 11 | 041:360 | 1,14  | 25:27  |
| 10. | BSG Rotation Südwest Leipzig   | 26  | 7  | 10 | 9  | 037:480 | 0,77  | 24:28  |
| 11. | SC Stahl Riesa                 | 26  | 7  | 9  | 10 | 033:360 | 0,92  | 23:29  |
| 12. | BSG Lokomotive Cottbus         | 26  | 9  | 5  | 12 | 042:490 | 0,86  | 23:29  |
| 13. | SG Dynamo Dresden              | 25  | 7  | 4  | 14 | 037:290 | 1,28  | 18:32  |
| 14. | BSG Stahl Freital              | 26  | 4  | 5  | 17 | 025:740 | 0,34  | 13:39  |

### Kreuztabelle
Die Kreuztabelle stellt die Ergebnisse aller Spiele dieser Saison dar. Die Heimmannschaft ist in der linken Spalte aufgelistet und die Gastmannschaft in der obersten Reihe.
| Staffel Süd 11. März 1956 – 11. November 1956 | Staffel Süd 11. März 1956 – 11. November 1956 | BSG Lokomotive Weimar | BSG Chemie Lauscha | BSG Chemie Leuna | BSG Motor Bautzen | BSG Motor Oberlind | BSG Motor Eisenach | BSG Motor West Karl-Marx-Stadt | BSG Fortschritt Hartha | BSG Chemie Greppin | BSG Rotation Südwest Leipzig | SC Stahl Riesa | BSG Lokomotive Cottbus | SG Dynamo Dresden | BSG Stahl Freital |
| --------------------------------------------- | --------------------------------------------- | --------------------- | ------------------ | ---------------- | ----------------- | ------------------ | ------------------ | ------------------------------ | ---------------------- | ------------------ | ---------------------------- | -------------- | ---------------------- | ----------------- | ----------------- |
| 01.                                           | BSG Lokomotive Weimar                         |                       | 1:2                | 4:0              | 5:0               | 2:2                | 2:0                | 2:0                            | 5:1                    | 3:2                | 4:0                          | 2:2            | 2:0                    | 2:0               | 5:1               |
| 02.                                           | BSG Chemie Lauscha                            | 1:2                   |                    | 1:0              | 4:2               | 2:2                | 2:0                | 1:1                            | 2:0                    | 3:2                | 7:1                          | 2:0            | 4:1                    | 1:0               | 7:0               |
| 03.                                           | BSG Chemie Leuna                              | 0:3                   | 2:0                |                  | 1:1               | 4:1                | 6:0                | 1:0                            | 0:1                    | 1:0                | 7:4                          | 1:1            | 3:1                    | 2:1               | 3:1               |
| 04.                                           | BSG Motor Bautzen                             | 1:1                   | 1:0                | 4:0              |                   | 5:3                | 5:0                | 1:0                            | 4:1                    | 3:3                | 2:0                          | 1:1            | 1:2                    | [ B 1 ]           | 5:1               |
| 05.                                           | BSG Motor Oberlind                            | 1:0                   | 3:0                | 2:3              | 1:0               |                    | 4:2                | 1:1                            | 0:0                    | 2:0                | 1:2                          | 2:2            | 3:1                    | 3:3               | 2:1               |
| 06.                                           | BSG Motor Eisenach                            | 1:0                   | 0:1                | 0:0              | 2:1               | 4:1                |                    | 1:1                            | 4:0                    | 1:3                | 1:1                          | 2:0            | 3:1                    | 1:0               | 1:1               |
| 07.                                           | BSG Motor West Karl-Marx-Stadt                | 0:2                   | 0:0                | 2:1              | 3:1               | 1:2                | 0:0                |                                | 5:1                    | 3:1                | 6:2                          | 1:4            | 2:2                    | 3:0               | 3:0               |
| 08.                                           | BSG Fortschritt Hartha                        | 3:4                   | 3:0                | 2:3              | 2:0               | 4:2                | 4:1                | 1:2                            |                        | 1:2                | 1:1                          | 1:0            | 4:2                    | [ B 2 ]           | 1:0               |
| 09.                                           | BSG Chemie Greppin                            | 1:1                   | 3:1                | 1:2              | 0:0               | 1:4                | 0:1                | 3:1                            | 3:0                    |                    | 0:0                          | 2:0            | 5:1                    | 3:0               | 1:1               |
| 10.                                           | BSG Rotation Südwest Leipzig                  | 1:1                   | 1:1                | 1:1              | 1:3               | 0:0                | 0:3                | 4:2                            | 1:1                    | 1:2                |                              | 0:1            | 1:1                    | 1:0               | 6:1               |
| 11.                                           | SC Stahl Riesa                                | 2:3                   | 0:1                | 1:3              | 3:3               | [ B 3 ]            | 4:0                | 1:2                            | 1:1                    | 0:1                | 1:1                          |                | 3:1                    | 1:1               | 4:0               |
| 12.                                           | BSG Lokomotive Cottbus                        | 1:2                   | 2:2                | 2:1              | 1:0               | 2:0                | 1:1                | 2:1                            | 1:2                    | 2:0                | 1:3                          | 5:0            |                        | 2:1               | 1:3               |
| 13.                                           | SG Dynamo Dresden                             | 2:1                   | 0:1                | 6:0              | 2:4               | 3:1                | [ B 4 ]            | [ B 5 ]                        | 4:0                    | 2:1                | [ B 6 ]                      | 0:0            | 2:2                    |                   | 7:0               |
| 14.                                           | BSG Stahl Freital                             | 4:1                   | 0:0                | 1:1              | 2:4               | 2:4                | 1:1                | 3:2                            | 0:1                    | 2:1                | 0:4                          | 0:1            | 0:4                    | 0:3               |                   |

1. ↑   BSG Motor Bautzen – SG Dynamo Dresden 1:1 (18. Spieltag); Wertung: 2:0 Punkte 0:0 Tore für Bautzen. Bei Dresden wirkte der Spieler Joachim Vogel unberechtigt mit.
2. ↑   BSG Fortschritt Hartha – SG Dynamo Dresden 0:1 (20. Spieltag); Wertung: 2:0 Punkte 0:0 Tore für Hartha. Bei Dresden wirkte der Spieler Joachim Vogel unberechtigt mit.
3. ↑   BSG Stahl Riesa – BSG Motor Oberlind 0:1 (13. Spieltag); Wertung: 2:0 Punkte 0:0 Tore für Riesa.
4. ↑   SG Dynamo Dresden – BSG Motor Eisenach 3:0 (15. Spieltag); Wertung: 2:0 Punkte 0:0 Tore für Eisenach. Bei Dresden wirkte der Spieler Joachim Vogel unberechtigt mit.
5. ↑   SG Dynamo Dresden – BSG Motor West Karl-Marx-Stadt 4:1 (19. Spieltag); Wertung: 2:0 Punkte 0:0 Tore für Karl-Marx-Stadt. Bei Dresden wirkte der Spieler Joachim Vogel unberechtigt mit.
6. ↑   SG Dynamo Dresden – BSG Rotation Südwest Leipzig 3:0 (16. Spieltag); Wertung: 2:0 Punkte 0:0 Tore für Leipzig. Bei Dresden wirkte der Spieler Joachim Vogel unberechtigt mit.

### Torschützenliste
|    | Spieler         | Mannschaft            | Tore |
| -- | --------------- | --------------------- | ---- |
| 1. | Hasso Graf      | BSG Motor Oberlind    | 19   |
| 2. | Hans Knauerhase | BSG Motor Bautzen     | 15   |
| 3. | Erich Böhnki    | BSG Lokomotive Weimar | 14   |
| 3. | Hans Schütze    | BSG Chemie Leuna      | 14   |

## Aufsteiger
| 1. Nord                        | BSG Stahl Stalinstadt |
| Logo der BSG Stahl Stalinstadt | Rolf Händler (26 Spiele / Tore –) in der II. DDR-Liga Werner Schwerdtner (20/–), Werner Schulze (26/3), Klaus Petzold (26/–) Gerhard Helmig (24/–), Heinz Messerschmidt (26/1) Harry Nosal (24/11), Herbert Heinze (26/4), Manfred Jäger (18/9), Georg Eiermann (23/12), Holger Tremel (26/4) Spielertrainer: Herbert Heinze |
| Logo der BSG Stahl Stalinstadt | außerdem: Heinz Gogolin (Tor 1/–); Roland Börner (7/–); Werner Kümmel (7/–); Kurt Rische (14/2), Gert Hammer (4/–), Gustav Simon (1/–) Die beiden Torschützen aus dem Spiel gegen Motor Berlin fehlen |

| 1. Süd                         | BSG Lokomotive Weimar |
| Logo der BSG Lokomotive Weimar | Hans-Günther Tuszynski (22 Spiele / Tore –) in der II. DDR-Liga Herbert Fierle (25/–), Siegfried Schäller (25/–), Ernst Zörner (21/–) Horst Langbein (15/–), Harald Lieberwirth (20/–) Fritz Jackel (26/10), Hans-Joachim Göring (26/13), Jochen Thöne (25/11), Werner Sonnekalb (26/9), Erich Böhnki (26/14) Trainer: Alfred Kunze |
| Logo der BSG Lokomotive Weimar | außerdem: Theo Bühring (Tor 6/–); Heller (4/–), Kraushaar (1/–); Ludwig Becker (17/2); Umbach (12/1), Kinzel (1/–) |

## Aufstiegsrunde zur II. DDR-Liga
In der Aufstiegsrunde zur II. DDR-Liga ermittelten die 15 Bezirksmeister bzw. aufstiegsberechtigten Mannschaften in drei Gruppen die sechs Aufsteiger zur Folgesaison.